# Pardela
As pardelas são um grupo de aves pelágicas, palmípedes, da família dos Procelariídeos.
Existem cerca de 20 espécies de pardelas, abarcando os géneros Procellaria, Pseudobulweria, Puffinus e Ardenna, muitas das quais marcam presença em Portugal.

## Espécies de pardelas
- Género Pseudobulweria
  - Pseudobulweria aterrima - pardela-das-mascarenhas, Paixão 2021[4][5]
  - Pseudobulweria rostrata -pardela-do-taiti, Paixão 2021[4][6]
  - Pseudobulweria becki -pardela-das-salomão, Paixão 2021[7][8][4]
  - Pseudobulweria macgillivrayi - pardela-das-fiji, Paixão 2021[9][4]

- Género Procellaria
  - Procellaria cinerea - pardela-cinza, CBRO 2015[4][10]
  - Procellaria aequinoctialis - pardela-de-mento-branco, Paixão 2021[4][11]
  - Procellaria conspicillata - pardela-de-óculos, CBRO 2015[4][12]
  - Procellaria parkinsoni - pardela-preta-setentrional, Paixão 2021[4][13]
  - Procellaria westlandica - pardela-preta-ocidental, Paixão 2021[4][14]

- Género Ardenna
  - Ardenna pacifica - pardela-rabilonga, Costa& 2000 [4][15]
  - Ardenna bulleri - pardela-neozelandesa, Costa& 2000[4][16]
  - Ardenna grisea - pardela-escura, Costa& 2000[4][17]
  - Ardenna tenuirostriss - pardela-da-tasmânia, Paixão 2021[4][18]
  - Ardenna creatopus - pardela-chilena, Paixão 2021[4][19]
  - Ardenna carneipes - pardela-de-patas-rosadas, Costa& 2000[4][20]
  - Ardenna gravis - pardela-de-barrete, Costa& 2000[4][21]

- Género Puffinus
  - Puffinus assimilis - pardela-pequena[4][22]

## Alusões mitológicas
Na sua obra Metamorfoses, o poeta latino Ovídio, redigiu um mito etiológico para as pardelas. 
De acordo com o autor, após a tomada de Tróia, Diomedes foi convidado pelo rei Dáunio para lutar contra os Messápios, a troco de uma parcela de terra e da mão da sua filha em casamento. Diomedes concordou com a proposta, organizou os seus homens e derrotou os Messápios. Tomou a sua terra, que atribuiu aos Dórios, seus seguidores.
Após a morte de Dáunio, os bárbaros Ilíros cobiçaram as suas terras e conspiraram contra os Dórios. Os Ilírios apareceram subitamente na ilha e chacinaram todos os Dórios, enquanto aqueles se encontravam a oferecer sacrifícios aos deuses.
Num acto de clemência, Zeus fez desaparecer os corpos dos Dórios que estavam a fazer sacrifícios e metamorfoseou-lhes as almas em pardelas.